# Keetia purseglovei
Keetia purseglovei är en måreväxtart som beskrevs av Diane Mary Bridson. Keetia purseglovei ingår i släktet Keetia och familjen måreväxter. Inga underarter finns listade i Catalogue of Life.